# 烈面嘉陵江大桥
烈面嘉陵江大桥，是一座位于中国四川省武胜县烈面镇与礼安镇之间嘉陵江面的公路大桥，于1993年7月建成通车，而建立的目的时为了方便修建东西关电厂。大桥长414米，宽11.5米，方便了武胜县西北嘉陵江两岸的往来，结束了武胜嘉陵江段没有桥梁的历史。